# Gouda bij Kaarslicht
Gouda bij Kaarslicht (voorheen: Kaarsjesavond) is een sinds 1956 bestaand jaarlijks lichtfeest in de Nederlandse stad Gouda. Het evenement vindt plaats op een dag in december, ter ere van de ingebruikstelling van de feestverlichting in de grote kerstboom op de Markt en in de ruime omgeving ervan.  

## Beschrijving

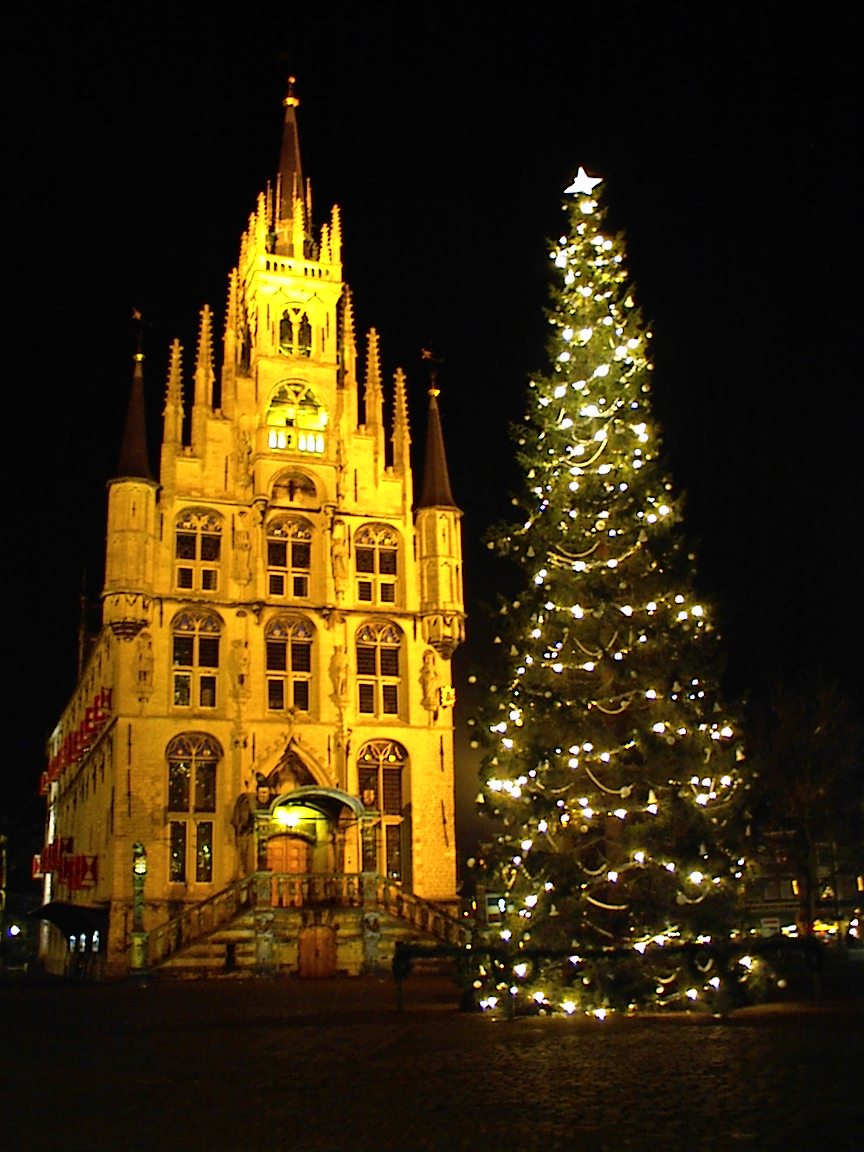
Gouda bij Kaarslicht: stadhuis met de Noorse kerstboom

Gouda bij Kaarslicht is de oudste 'lichtjesavond' van Nederland en begon in 1956 met het ontsteken van de lichtjes in de eerste kerstboom voor het stadhuis. De boom wordt ieder jaar geschonken door de Noorse zusterstad Kongsberg. Deze gift was het directe gevolg van een persoonlijk initiatief van de toenmalig Goudse wethouder Hagedoorn. De Noorse kerstboom is tussen de 20 en 30 meter lang. Twee jaar na het begin vierde de Kaarsenfabriek haar 100-jarig bestaan. Dit was de aanleiding om de ramen van het middeleeuwse stadhuis en alle huizen rondom de Markt met kaarsen te verlichten.
Op de Markt wordt de kerstboom ontstoken door de burgemeester. Alle vensters van het gotische stadhuis en van de bovenverdiepingen van de winkels rondom de Markt en aangrenzende straten worden dan verlicht door duizenden brandende kaarsen achter de ramen, alleen in het stadhuis al zo'n 1500. De straat- en winkelverlichting wordt gedoofd. Tijdens de ceremonie bij de boom worden door verschillende muziekgezelschappen, meestal uit Gouda of de regio, kerstgezangen en muziek ten gehore gebracht, waarbij het publiek meezingt. De organisatie is in handen van de Stichting Gouda Bij Kaarslicht. 
Het evenement wordt ieder jaar door zo'n 20.000 mensen uit binnen- en buitenland bezocht. Bij de 50e editie in 2005 waren zelfs ruim dertigduizend bezoekers aanwezig, onder wie koningin Beatrix. Sinds 2008 is de kerstboom versierd met 10.000 leds in plaats van de 200 standaard gloeilampen. Deze led-verlichting verbruikt veel minder energie (800 watt) dan de gloeilampen (5.300 watt).